# 三棱瓜
三棱瓜是一种植物，（学名：Edgaria darjeelingensis）为葫芦科三棱瓜属下的一个种。